# Chiesa della Madonna del Soccorso (Palermo)
La chiesa della Madonna del Soccorso è un edificio di culto situato nel centro storico di Palermo. È ubicata nelle immediate adiacenze di Via Maqueda.

## Storia

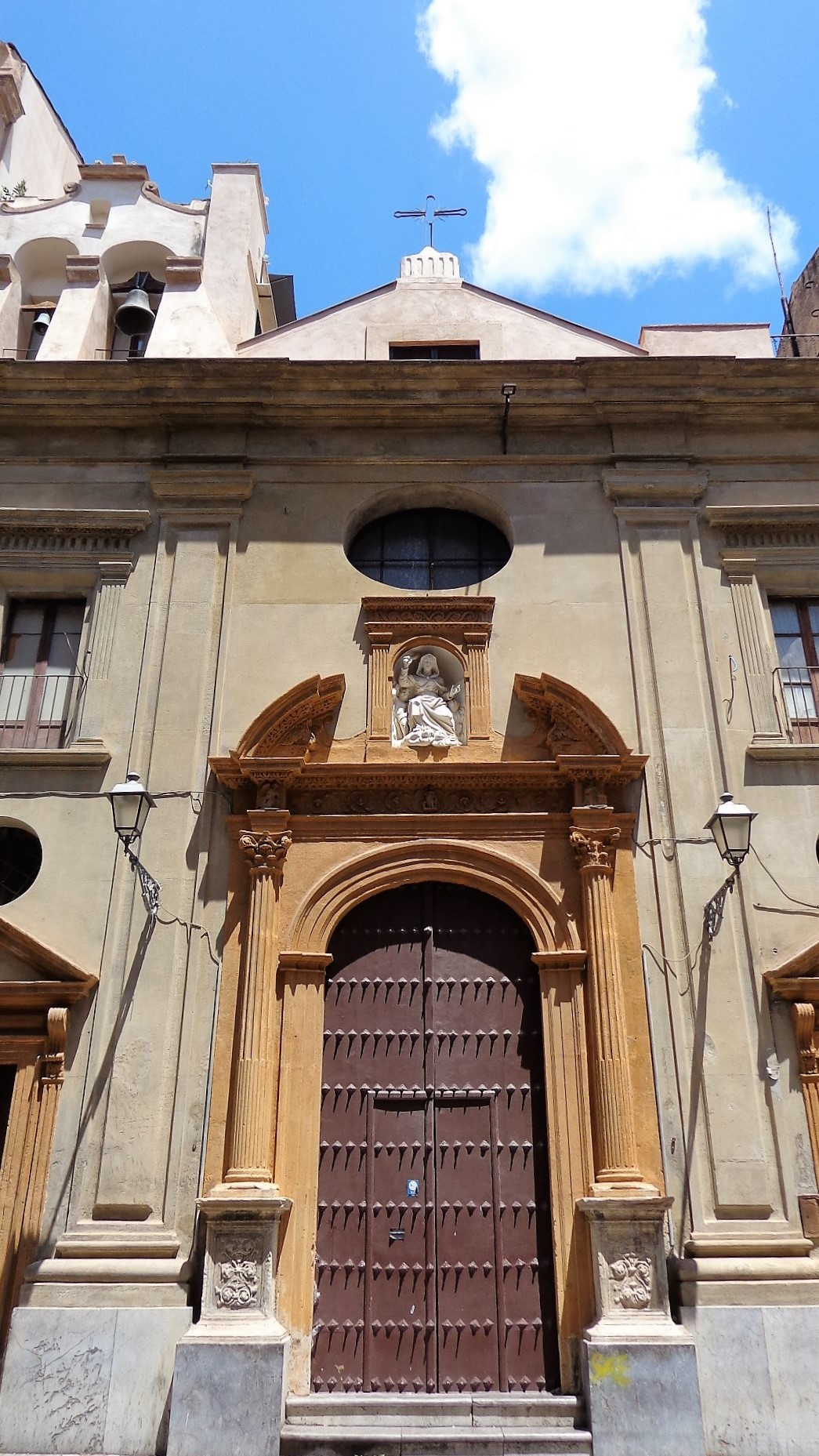
Portale

Il nome di Madonna della Mazza deriva dalla tradizione iconografica che raffigura la Vergine del Soccorso nell'atto di brandire una piccola clava.
Originariamente nelle immediate vicinanze sorgeva una chiesa probabilmente appartenente al Priorato di San Nicolò del Bosco di Caccamo.
- 1424, Confraternita di Nostra Signora del Soccorso, fondazione dell'associazione e insediamento presso il primitivo edificio.[2]
- XVI secolo, Opera di ristrutturazione.
- 1600, Il nuovo piano urbanistico cittadino rende necessaria la demolizione della piccola chiesetta: il taglio della "Strada Nuova", l'attuale Via Maqueda.[2]
- 1603 - 1606, In risarcimento ai confrati è concessa un'area a pochissima distanza, il luogo ove essi edificano la chiesa attuale, su probabile progetto di Mariano Smiriglio.[2]
- XXI secolo, Lavori di restauro mirano a restituire l'edificio alle normali funzioni di culto.

## Prospetto
Il prospetto è di forma rettangolare, inquadrato tra due lesene il portale di impronta gaginesca. Nell'edicola sopra il timpano è collocata la Madonna della Mazza. In alto sulla sinistra il piccolo campanile.

## Interno

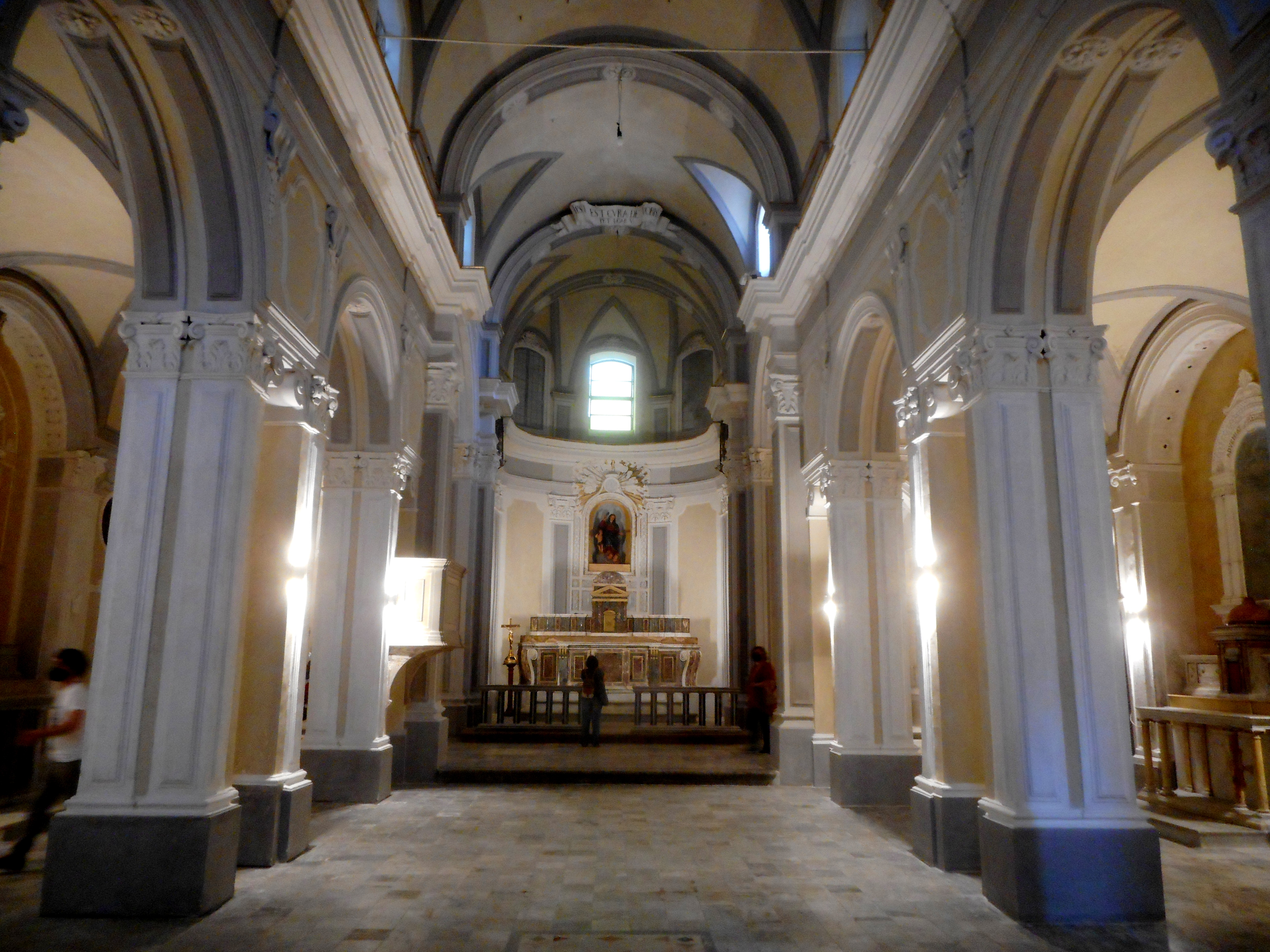
Interno

L'impianto interno è basilicale, con tre navatine divise da pilastri binati. L'immagine interna è probabile frutto della ristrutturazione avvenuta nel 1748.
La chiesa custodisce numerose opere d'arte, come un Ecce Homo tardo settecentesco e tele di Gaspare Vazzano detto lo Zoppo di Gangi: un San Girolamo del 1609, un San Giuseppe col Bambino per la Confraternita di Santa Maria del Soccorso, un San Michele Arcangelo commissionato dalla Confraternita di Santa Maria del Soccorso, oggi custodito al Museo diocesano. Probabilmente dello stesso pittore il Giudizio Universale posto nel lato destro del transetto e una Trasfigurazione di Gesù Cristo sul Monte Tabor posta nella tribuna alla sinistra del presbiterio.
Attribuiti al Giuseppe Salerno: una Immacolata Concezione, un Sant'Antonio Abate e un San Carlo Borromeo;
Sono altresì documentati un Crocifisso ligneo seicentesco, una Coronazione di Spine dei primi decenni dello stesso secolo.
Nella sacrestia è conservata una statua lignea policroma della Madonna del Soccorso un tempo posta sull'altare maggiore.
Il Crocifisso ligneo e una tela raffigurante la Madonna delle Grazie sono state trasferite nella parrocchia della Madonna delle Grazie a Roccella in corso dei Mille.

## Opere documentate
- XVI secolo, Vergine del Soccorso ritratta tra San Nicolò e Santa Caterina.[4]

## Confraternita di Nostra Signora del Soccorso
- 1424, Confraternita di Nostra Signora del Soccorso, fondazione dell'associazione e insediamento presso il primitivo edificio.[2]

## Chiesa e monastero di San Nicolò del Bosco
- Chiesa e monastero di San Nicolò del Bosco pertinenze del Priorato di San Nicolò del Bosco, aggregato retto dalla regola basiliana e riconosciuto con breve di papa Paolo I e riaffermato da papa Clemente VII.[1]